# Homer D. Angell

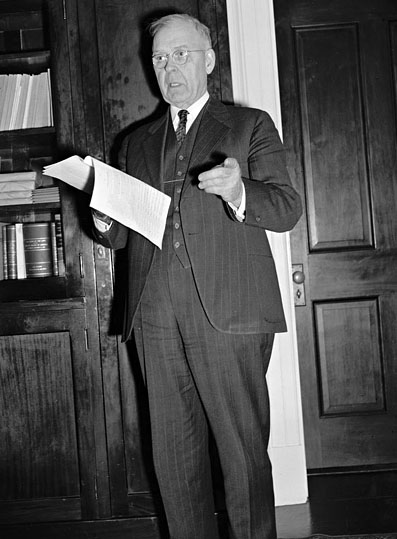
Homer D. Angell (1939)

Homer Daniel Angell (* 12. Januar 1875 in The Dalles, Oregon; † 31. März 1968 in Portland, Oregon) war ein US-amerikanischer Politiker. Zwischen 1939 und 1955 vertrat er den dritten Wahlbezirk des Bundesstaates Oregon im US-Repräsentantenhaus.

## Werdegang
Homer Angell besuchte die öffentlichen Schulen seiner Heimat und studierte danach bis 1900 an der University of Oregon in Eugene. Nach einem anschließenden Jurastudium an der Columbia University in New York City wurde er 1903 als Rechtsanwalt zugelassen. Daraufhin begann er in Portland in Oregon seinen neuen Beruf auszuüben.
Politisch wurde er Mitglied der Republikanischen Partei. In den Jahren 1929, 1931 und 1935 war er Abgeordneter im Repräsentantenhaus von Oregon; zwischen 1937 und 1938 gehörte er dem Staatssenat an. 1938 wurde er in das US-Repräsentantenhaus gewählt, wo er am 3. Januar 1939 die Nachfolge von Nan Wood Honeyman antrat. Nachdem er in den folgenden Wahlen jeweils in seinem Amt bestätigt wurde, konnte er bis zum 3. Januar 1955 insgesamt acht Legislaturperioden im Kongress absolvieren. Bei den Vorwahlen für die Wahl des Jahres 1954 konnte sich Angell innerhalb seiner Partei nicht mehr durchsetzen. Er unterlag dem späteren Gouverneur Tom McCall, der dann seinerseits gegen Edith Green von der Demokratischen Partei verlor.
Nach seiner Zeit im Kongress zog sich Homer Angell in den Ruhestand zurück. Er blieb aber weiterhin am politischen Geschehen interessiert und beteiligte sich in den folgenden zehn Jahren noch an der Kommunalpolitik in Oregon. Er starb im März 1968 im Alter von 93 Jahren. Homer Angell war seit 1950 mit seiner früheren Sekretärin Margaret Clagget verheiratet.